# Llac d'Ichkeul
El llac d'Ichkeul (àrab: بحيرة إشكل, buḥayrat Ixkul) és un llac de Tunísia de la governació de Bizerta, al sud-oest del llac de Bizerta, i relativament proper a la costa de la mar Mediterrània (11 km, en el punt més proper).

## Descripció
El seu entorn forma el Parc Nacional d'Ichkeul, que és patrimoni de la Humanitat des del 1980, format pel llac, la maresma i la muntanya (1.363 metres) i forma part de la llista Ramsar d'espais humits protegits.
La superfície del llac és de 89 km² i mesura 14 km de llarg per 6 km de d'amplada mitjana. La seva profunditat és inferior a 7 metres.

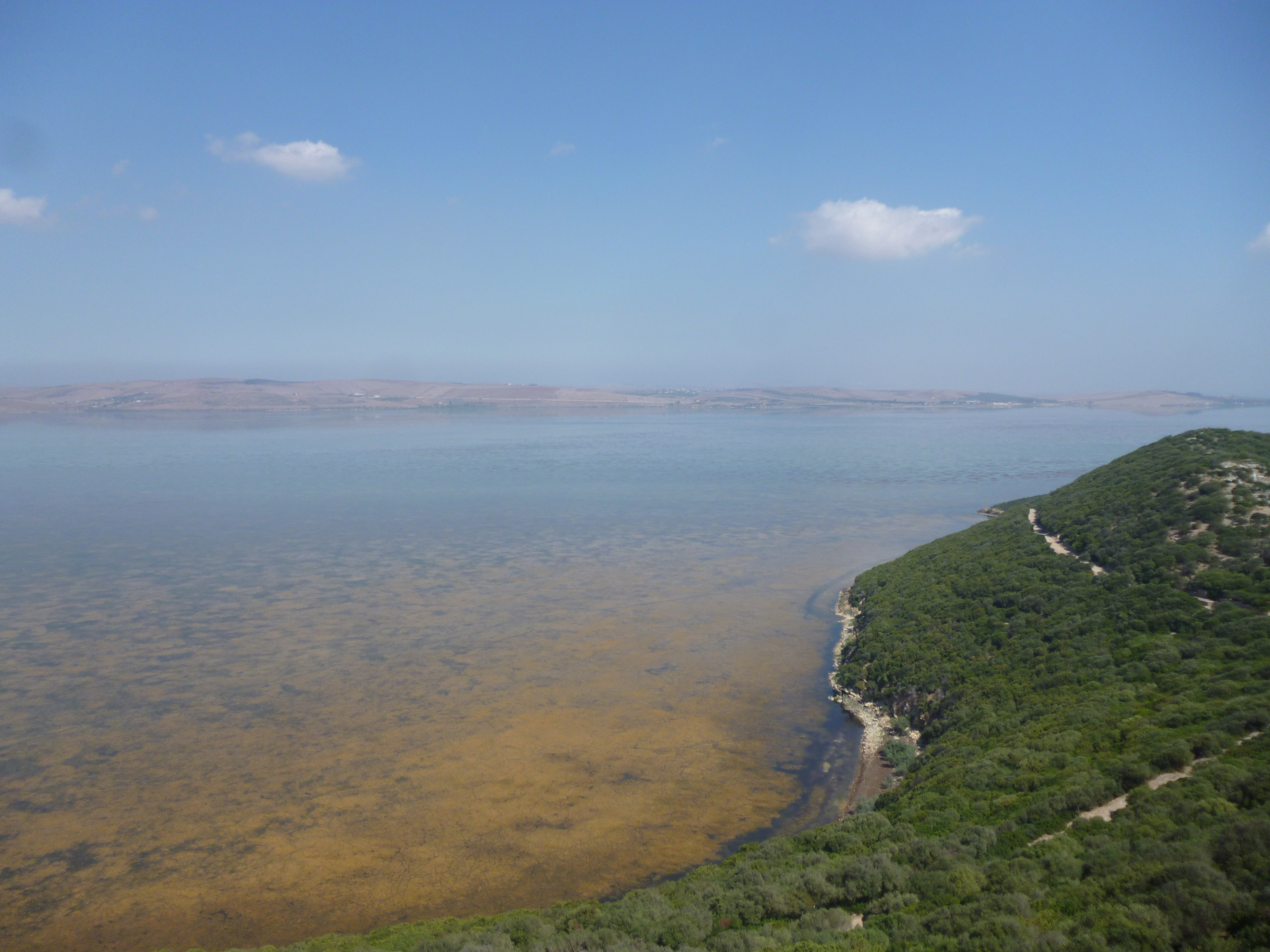
El Llac d'Ichkeul

En aquest lloc, arriben cada any dos-cents mil ocells en les seves emigracions vers l'Àfrica subsahariana. El llac es nodreix dels Uadi que hi desaigüen durant l'hivern, però a l'estiu, quan els Uadis s'assequen, un canal permet omplir-lo amb aigua de mar des de la badia de Bizerta. L'equilibri entre la seva aigua dolça i la salada li dona un caràcter únic i permet el desenvolupament d'una flora i fauna que requereix aquestes característiques. L'augment de salinitat percebut el 1996 (a causa dels embassaments construïts amb part dels Uadis que l'alimentaven) posà en perill l'ecosistema, ja que en augmentar la salinitat s'hi desenvolupa una vegetació que no és apta per a les espècies d'ocells migratoris, que han experimentat una forta reducció. L'actuació ràpida ha permès darrerament recuperar el nivell de salinitat anterior i iniciar-ne la recuperació.
Al sud del llac, hi ha el Djebel Ichkeul i dues ciutats són a la vora del llac: Sidi Ahmed al nord, i Tinja a l'est. El canal es troba a Tinja.